# Wojciech Wyganowski
Wojciech Wyganowski (ur. 3 sierpnia 1905 w Chrośnie, zm. 25 września 1990 w Warszawie) – polski prozaik.

## Życiorys
Ukończył studia na Wydziale Prawno-Ekonomicznym Uniwersytetu Poznańskiego oraz na Wydziale Humanistycznym (historię) Uniwersytetu Warszawskiego. Był z zawodu nauczycielem, w okresie okupacji działał w tajnym nauczaniu. Debiutował w 1958 na łamach Polskiego Radia jako prozaik.

## Twórczość
- Powroty i zabłąkania
- Dzielnica spóźniających się zegarów
- Czas w krajobrazie
- Umarłe Krajobrazy
- Klechda o jawie, snach i miłowaniu księdza Jana
- Gwiazdy i lęk
- Prześwity